# Roxy Ann Peak
Roxy Ann Peak là một ngọn núi cao 3.576 foot (1.090 m)  trong dãy Western Cascades ở rìa phía đông của Medford, Oregon. Bao gồm một số lớp địa chất, phần lớn của đỉnh có nguồn gốc núi lửa và có niên đại sớm từ thế Oligocene. Nó chủ yếu được bao phủ bởi sồi savanna và đồng cỏ ở sườn dưới của nó, và rừng lá kim hỗn hợp ở sườn trên và đỉnh của nó.
Khu vực này ban đầu có người ở bắt đầu từ 8.000 đến 10.000 năm trước bởi người Mỹ bản địa. Bộ lạc người Mỹ bản địa Latgawa đã có mặt vào đầu những năm 1850 khi dòng người định cư không phải là người bản địa đột ngột dẫn đến Chiến tranh sông Rogue. Sau cuộc chiến tranh, người Latgawa bị buộc rời đi.. Đỉnh được đặt tên vào cuối những năm 1850 sau một trong những chủ sở hữu đất đầu tiên của nó, Roxy Ann Bowen.
Năm 1883, thành phố Medford được thành lập ở phía tây của ngọn núi, và được thành lập hai năm sau đó. Sau khi có được một số lượng lớn đất đai từ Câu lạc bộ Lions và chính phủ liên bang từ năm 1930 đến 1933, thành phố đã rộng thêm 1.740 mẫu Anh (700 ha) Công viên Prescott năm 1937. 

## Lịch sử

### Lịch sử ban đầu
Con người đã sống ở vùng lân cận Roxy Ann Peak trong 8.000 đến 10.000 năm qua.  Những cư dân đầu tiên là người bán du mục, rất có thể sống nhờ các loại củ ăn được và các động vật có vú lớn như mastodon và bò rừng khổng lồ.  Trong nhiều thiên niên kỷ qua, khu vực này trở thành quê hương của bộ lạc người Mỹ bản địa Latgawa, họ gọi đỉnh núi này là đỉnh Al-wiya.    Có lẽ họ đã sử dụng ngọn núi để thu thập trứng cá và săn hươu đuôi đen và các loài chim nhỏ, động vật.  
Những người Mỹ gốc Âu đầu tiên đến thăm khu vực này là một nhóm người bẫy lông do Peter Skene Ogden dẫn đầu, người đã đi về phía bắc qua Thung lũng Rogue vào ngày 14 tháng 2 năm 1827.  Những người định cư không phải là người bản địa đầu tiên đã đến vài thập kỷ sau đó. Sự gia tăng đột ngột trong dân số tạo ra mâu thuẫn với người Latgawa, dẫn đến Chiến tranh sông Rogue năm 1855 và 1856. Sau chiến tranh, người Latgawa còn lại bị buộc đi hàng trăm dặm về phía bắc đến Reservation Siletz trên trung tâm Bờ biển Oregon. 
Những người định cư ban đầu đặt tên cho đỉnh Skinner Butte, theo tên của Alonzo A. Skinner, đặc vụ Ấn Độ tại Thung lũng Rogue từ năm 1851 đến 1853.    Tên hiện tại của ngọn núi bắt nguồn từ một trong những cư dân đầu tiên của nó, Roxy Ann Bowen. Hai cặp vợ chồng của họ, Roxy Ann và chồng là John McKee và Stephen và Mary Taylor, đã tuyên bố gần như toàn bộ đỉnh điểm vào năm 1853, vào cuối những năm 1850, nó được gọi là Roxy Ann Peak.   
Vào tháng 10 năm 1883, việc xây dựng Đường sắt Oregon và California đã được bắt đầu thông qua trung tâm Thung lũng Rogue, đi qua thành phố Jacksonville. Công ty đường sắt cũng đã xây dựng một ga tàu ở giữa Central Point và Phoenix, và đặt 82 khối thành phố xung quanh nó. Thị trấn được đặt tên là Medford vào tháng 12.  Năm 1884, người dân tổ chức ngày quốc khánh đầu tiên của thị trấn bằng cách bắn 38 phát pháo một phát cho mỗi tiểu bang Mỹ   Medford phát triển nhanh chóng và được hợp nhất vào ngày 24 tháng 2 năm 1885. 
Bắt đầu từ đầu những năm 1900, chân đồi của núi chủ yếu được sử dụng cho các vườn lê và khai thác than non. Việc khai thác đã chấm dứt khi bắt đầu Thế chiến I, và nhiều vườn cây đã bị bỏ hoang trong cuộc Đại khủng hoảng, nhưng một số vẫn còn. 